# Березник (Шекснинский район)
Березник — деревня в Шекснинском районе Вологодской области.
Входит в состав сельского поселения Камешниковского, с точки зрения административно-территориального деления — в Камешниковский сельсовет.
Расстояние по автодороге до районного центра Шексны — 56 км, до центра муниципального образования Камешника — 1 км. Ближайшие населённые пункты — Каликино, Дерягино, Камешник.
По переписи 2002 года население — 58 человек (27 мужчин, 31 женщина). Всё население — русские.